# Hor I
Hor I (... – 1775 a.C. circa) è stato un faraone della XIII dinastia egizia.
Quindicesimo, secondo il Canone Reale, sovrano della dinastia, viene a volte citato nei testi come Auibra Hor, premettendo cioè il praenomen seguito dal nomen, per distinguerlo da altri faraoni chiamati anch'essi Hor.

## Scoperta e della tomba
Prima del biennio 1894-1895 l'esistenza di questo sovrano non era praticamente nota non essendo ancora stato studiato a fondo e pubblicato, il Canone Reale.

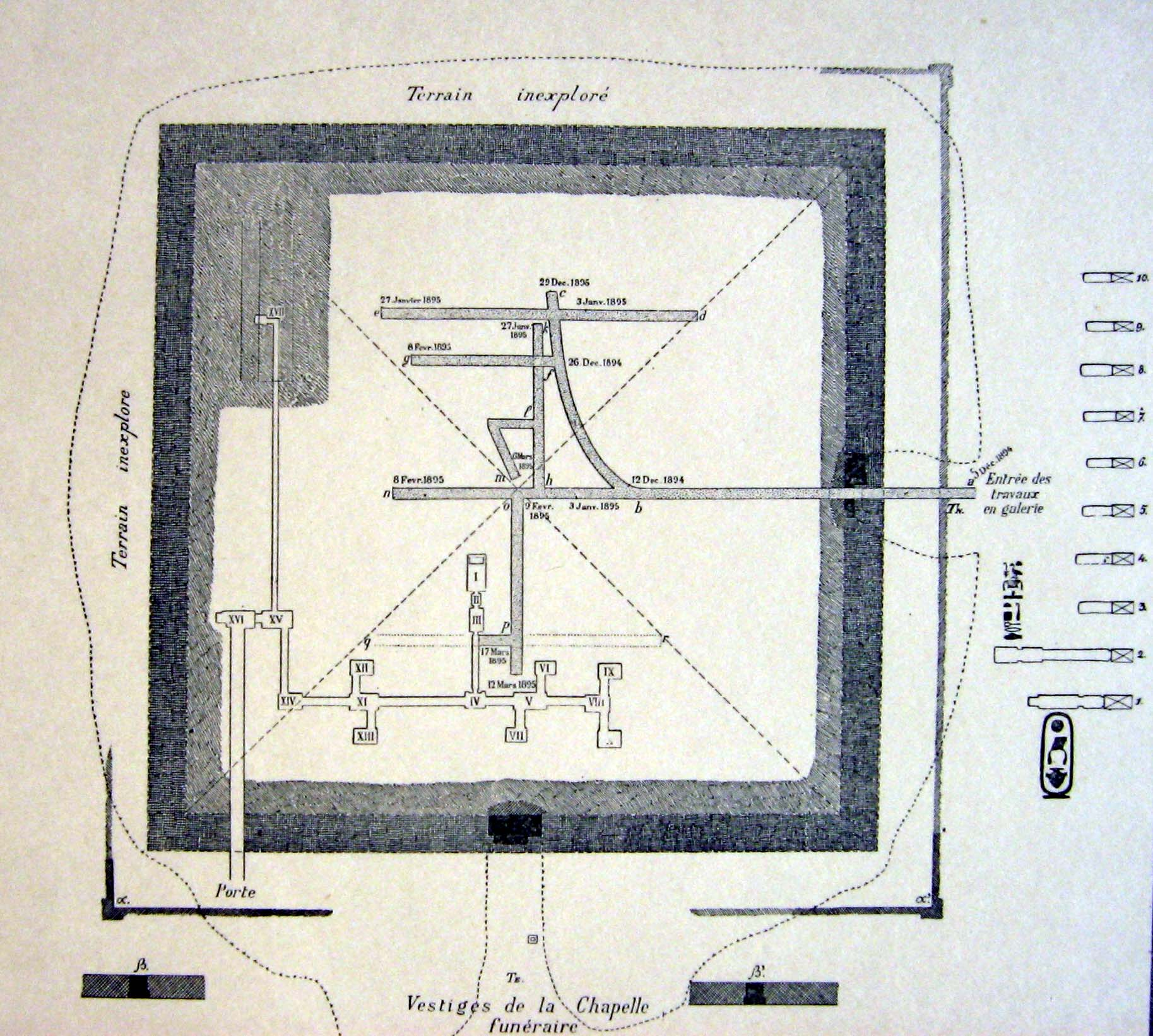
Schema della piramide di Amenemhat III disegnato da Jacques de Morgan. La tomba di Hor I è l'ultima delle dieci sulla destra, contrassegnata dal cartiglio

Fu in questi anni che l'egittologo francese Jacques de Morgan, compiendo scavi sul lato nord del recinto della piramide di Amenemhat III a Dahshur, rinvenne delle tombe a pozzo appartenute ai familiari del titolare della piramide. Una di queste risultò utilizzata per la sepoltura di un faraone fino ad allora sconosciuto, Hor. Nonostante fosse stata violata già in tempi antichi, la tomba conteneva ancora gran parte del corredo funerario, tra cui spiccava una pregevole statua lignea raffigurante il Ka del faraone.
La circostanza di aver trovato la seppur modesta tomba di Hor nel cortile della piramide di Amenemhat III, unitamente al nome di quest'ultimo che compariva sulla cassa canopica del primo e di un altro oggetto, rinvenuto successivamente, che portava i nomi di entrambi i personaggi, persuase alcuni egittologi che Hor dovesse essere il coreggente e successore di Amenemhat III e che quindi andasse attribuito alla XII dinastia.
Ritrovamenti successivi confutarono poi questa ipotesi e permisero l'identificazione di Hor con l'Auibra citato nel Canone Reale, oltre ad una più precisa collocazione di questo sovrano: allo stato attuale delle conoscenze sappiamo infatti che egli,o chi per lui, usurpò una delle tombe a pozzo del complesso funerario di Amenemhat III parecchi anni dopo la morte di quest'ultimo.

Nella tomba adiacente a quella di Hor venne sepolta la probabile figlia, la principessa Nubhetepet-Ikhered ("la giovane"), che andò in sposa al successore al trono Amenemhat VII.
Del regno di Hor I e degli avvenimenti coevi non abbiamo notizie precise. Il suo periodo di regno fu assai breve, forse gli appena sette mesi indicati nel Canone Reale, ed anche se è qui presente una lacuna prima dei mesi che poteva contenerne gli anni, il fatto che per la sua sepoltura si dovette impiegare una tomba a pozzo già esistente e per giunta non regale, supporterebbe l'ipotesi di un regno breve e forse terminato improvvisamente.

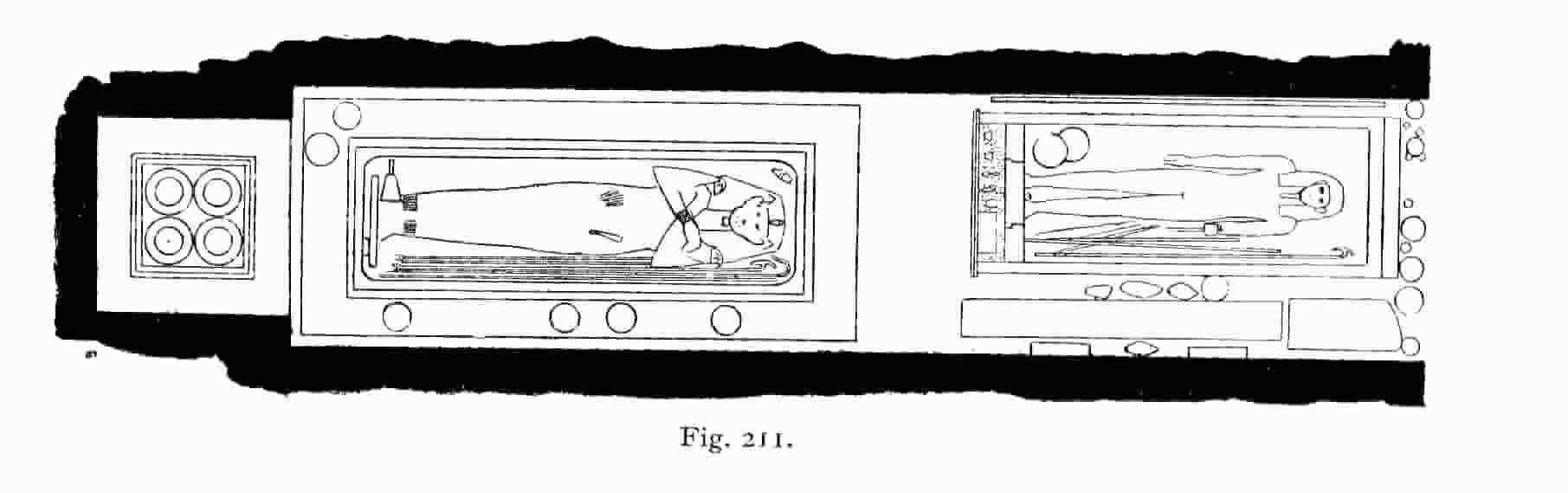
Pianta della tomba di Hor, sempre disegnata da de Morgan. Da sinistra a destra si vedono la cassa canopica, il sarcofago ed il naos contenente il "Ka di Hor"

### IlKadi Hor I
Il regno di questo faraone, probabilmente breve e con scarsa importanza storica, è oggi ricordato grazie ad uno degli esempi di arte egizia riprodotti più di frequente: il "Ka di Hor I" (JE 30948), la già citata statua grazie alla quale, tra l'altro, conosciamo la titolatura completa del sovrano, è una delle sculture lignee meglio conservate dell'antichità, rappresentativa di un genere che doveva essere un tempo comune nell'arte dell'antico Egitto, ma che difficilmente è giunto a noi in tali buone condizioni.
La statua oggi è esposta al Museo Egizio del Cairo.

## Liste Reali
| N5 | F40 | Z7 · t | Y1 · Z2 | ib | Z1 |

| N5 | F40 | Z7 · t | Y1 · Z2 | ib | Z1 |

| N5 | F40 | Z7 · t | Y1 · Z2 | ib | Z1 |

| N5 | F40 | Z7 · t | Y1 · Z2 | ib | Z1 |

| N5 | F40 | Z7 · t | Y1 · Z2 | ib | Z1 |

| N5 | F40 | Z7 · t | Y1 · Z2 | ib | Z1 |

| N5 | F40 | Z7 · t | Y1 · Z2 | ib | Z1 |

| N5 | F40 | Z7 · t | Y1 · Z2 | ib | Z1 |

## Titolatura
| G5 |

| G5 |

| R4 · ib | N17 · N17 |

| R4 · ib | N17 · N17 |

| R4 · ib | N17 · N17 |

| R4 · ib | N17 · N17 |

| R4 · ib | N17 · N17 |

| R4 · ib | N17 · N17 |

| R4 · ib | N17 · N17 |

| R4 · ib | N17 · N17 |

| G16 |

| G16 |

| nfr | N28 · D36 | G43 |

| nfr | N28 · D36 | G43 |

| G8 |

| G8 |

| nfr | R8A |

| nfr | R8A |

| M23 · X1 | L2 · X1 |

| M23 · X1 | L2 · X1 |

| N5 | F40 | ib |

| N5 | F40 | ib |

| N5 | F40 | ib |

| N5 | F40 | ib |

| N5 | F40 | ib |

| N5 | F40 | ib |

| N5 | F40 | ib |

| N5 | F40 | ib |

| G39 | N5 |

| G39 | N5 |

| D2 · r | N31 |

| D2 · r | N31 |

| D2 · r | N31 |

| D2 · r | N31 |

| D2 · r | N31 |

| D2 · r | N31 |

| D2 · r | N31 |

| D2 · r | N31 |

## Altre datazioni
| Autore | Anni di regno         |
| ------ | --------------------- |
| Ryholt | 1775 a.C. - 1775 a.C. |
| Franke | 1732 a.C.             |